# Mochokus niloticus
Mochokus niloticus és una espècie de peix de la família dels mochòkids i de l'ordre dels siluriformes.

## Morfologia
- Els mascles poden assolir 6,5 cm de longitud total.[5][6]

## Reproducció
És ovípar.

## Hàbitat
És un peix d'aigua dolça i de clima tropical (18 °C-28 °C).

## Distribució geogràfica
Es troba a Àfrica: conques dels rius Nil i Níger, i del llac Txad.

## Estat de conservació
Les seues principals amenaces són la construcció de preses, la contaminació de l'aigua, la sequera i l'extracció d'aigua.